# تشاد ستانلي
تشاد ستانلي (بالإنجليزية: Chad Stanley)‏ هو لاعب كرة قدم أمريكية أمريكي، ولد في 29 يناير 1976.

## وصلات خارجية
- تشاد ستانلي على موقع مرجع كرة القدم المحترفة.كوم (الإنجليزية)